# Самарин, Роман Михайлович
Рома́н Миха́йлович Сама́рин (1911—1974) — советский литературовед, специалист по английской литературе Нового времени. Доктор филологических наук, профессор.

## Биография
Родился 13 (26) октября 1911 года в семье Михаила Павловича Самарина, профессора Харьковского университета. В 1920-х годах родители развелись, и Роман воспитывался матерью, Юлией Ивановной Самариной, чьи предки, по его словам, происходили от Готфрида Бульонского. Михаил Павлович Самарин сохранил дружеские отношения с сыном. Сильное влияние на Романа Самарина оказал литературовед А. И. Белецкий, с которым они тесно дружили семьями. В юности входил в литературное объединение «Порыв» вместе со Львом Копелевым, писал стихи. Публиковался с 1928 года.
В 1933 году окончил Харьковский педагогический институт профессионального образования. Кандидат филологических наук (1938, диссертация о творчестве А. д’Обинье).
Во время Великой Отечественной войны находился в эвакуации в Томске; был исключён из ВКП(б) «за неуплату членских взносов», в дальнейшем оставался беспартийным. Работал в МГУ с 1944 года.
С 1947 года — заведующий кафедрой истории зарубежной литературы филологического факультета МГУ, защитил докторскую диссертацию «Творческий путь Дж. Мильтона» (1948). В период «борьбы с космополитизмом» участвовал в преследованиях московских филологов; в частности, подписал экспертизу, квалифицирующую работы А. И. Старцева-Кунина как антисоветские.
С 1953 года — заведующий отделом истории зарубежной литературы Института мировой литературы АН СССР. Декан филологического факультета МГУ в 1956—1961 годах. В МГУ читал курсы «Зарубежная литература средних веков и эпохи Возрождения», «Основные направления современной немецкой литературы», «Современная литература США», «Английские поэты-романтики», «Американская литература».
Автор отдельных глав в «Истории немецкой литературы» (т. 1-4, 1962—1968), «Истории английской литературы» (т. 2, 1953), «Истории зарубежной литературы кон. XIX — нач. XX вв.» (1968) и др. Член-корреспондент Академии искусств ГДР (1965), выдвигался в члены-корреспонденты АН СССР. Заместитель главного редактора «Библиотеки всемирной литературы» (с 1967).
Летом 1973 года ушёл из ИМЛИ в результате конфликта с директором Б. Л. Сучковым.
Умер 28 января 1974 года. Похоронен на Химкинском кладбище.

## Научные труды

### Книги
- «Теодор Драйзер в борьбе против американского империализма» (1952, в соавт.);
- «Курс лекций по истории зарубежных литератур XVII в.» (1954; в соавт.);
- «Хрестоматия по зарубежной литературе XX в.: 1917—1945» (1955, сост.);
- «История зарубежной литературы XVII в.» (1958; в соавт. с С. Д. Артамоновым);
- Реализм Шекспира. М., 1964;
- Творчество Дж. Мильтона. М., 1964;
- Концепция мировой литературы Горького. М., 1965;
- Фридрих Шиллер. Статьи и материалы. М., 1966 (редактор);
- Октябрьская революция и зарубежный литературный процесс. М., 1967;
- М. Горький и мировой литературный процесс. М., 1968 (в соавт. с Л. Н. Юрьевой);
- «История зарубежной литературы XIX в.» (1970; в соавт.);
- История зарубежной литературы XVII—XVIII вв. М., 1973 (в соавт. с. С. Д. Артамоновым и З. Т. Гражданской);
- «Этот честный метод: к истории реализма в западноевропейских литературах. М., 1974;
- Зарубежная литература: избранные работы. М., 1978 (2-е изд. 1987)

### Статьи
- „Трагические поэмы“ А. д’Обинье на фоне публицистики его эпохи // „Наукові зап. Укр. комуністичного ін-ту журналистики. Т. 1“, 1940;
- Бальзак и французское рабочее движение 30—40-х гг. XIX в. // Учёные записки Института мировой литературы имени А. М. Горького», 1952, т. 1;
- Зарубежная литература первой пол. XIX в. в оценке В. Г. Белинского, М., 1958;
- Пример Луначарского // «Иностранная литература», 1964, № 2;
- Проблема натурализма в литературе США // Проблемы истории литературы США, М., 1964;
- Проблема реализма в западноевропейских литературах XVII в. // XVII век в мировом литературном развитии, М., 1969.
- Мильтон, Джон / Самарин Р. М. // Мёзия — Моршанск. — М. : Советская энциклопедия, 1974. — (Большая советская энциклопедия : [в 30 т.] / гл. ред.  А. М. Прохоров ; 1969—1978, т. 16).

## Оценки
Он по-своему «служил советской власти» верой и правдой. Был беспартийным, из осторожности не вступая ни в партию, ни даже в Союз писателей, но числился в беспартийных большевиках. Главной формулой, которой определялось его поведение, было «чего изволите?», но не в прямолинейном и вульгарном, а в достаточно тонком и завуалированном виде.
Согласно воспоминаниям учившейся у Самарина Лилианы Лунгиной, рассказывающим, в частности, о роли Самарина в кампании по «борьбе с космополитизмом» в МГУ,

человек, подобный Самарину, который в нормальном обществе никому не причинил бы зла, в атмосфере начала пятидесятых годов стал настоящим мерзавцем.

Самарин был прекрасный ритор. Но никакая советская школа с её занудными уроками литературы не могла причинить большего вреда неокрепшим умам, чем лекции Романа Михайловича. Литература в его подаче была отражением беспощадной классовой борьбы, и только эти позиции того или иного автора и нужно было усвоить, только с этой точки зрения оценивать стили, течения, эстетику. А ведь сам-то Роман Михайлович был эстет, ценитель «проклятых поэтов». Поистине страшная и, увы, характерная для той эпохи фигура.
Вот как описывает Самарина известный лингвист Александр Жолковский, поступивший в МГУ в 1954 году:
Деканом был Р. М. Самарин, стремившийся прикрыть свою печальную антисемитскую известность образца 1949 года нарочито свойскими манерами, как бы из Боккаччо (он читал нам литературу Возрождения). Проходя по коридору третьего этажа, толстый, плешивый, с трубкой в зубах, он мог собственными руками раскидать дерущихся первокурсников, чтобы бросить через плечо патерналистское: «Школяры!»